# Franz Werfel
Franz Werfel (ur. 10 września 1890 w Pradze, zm. 26 sierpnia 1945 w Beverly Hills) – niemieckojęzyczny pisarz pochodzenia żydowskiego. Przyjaciel Franza Kafki.
Pochowany na Cmentarzu Centralnym w Wiedniu.

## Twórczość

### Powieści
- 1924: Verdi. Roman der Oper
- 1928: Der Abituriententag. Die Geschichte einer Jugendschuld
- 1929: Barbara oder die Frömmigkeit
- 1931: Die Geschwister von Neapel
- 1933/47: Die vierzig Tage des Musa Dagh (wyd. polskie 1959 Czterdzieści dni Musa Dah)
- 1937: Höret die Stimme
- 1939: Der veruntreute Himmel (pierwotnie: Der gestohlene Himmel)
- 1941: Das Lied von Bernadette (wyd. polskie ca 1948 – 2016 (14 edycji) Pieśń o Bernadetcie)
- 1946: Stern der Ungeborenen (pierwsze wydanie po śmierci autora)

### Opowiadania i nowele
- 1920: Nicht der Mörder, der Ermordete ist schuldig
- 1927: Der Tod des Kleinbürgers
- 1927: Geheimnis eines Menschen
- 1931: Kleine Verhältnisse
- 1939: Weißenstein, der Weltverbesserer
- 1941: Eine blaßblaue Frauenschrift
- 1943: Géza de Varsany

### Dramaty
- 1911: Der Besuch aus dem Elysium
- 1912: Die Versuchung
- 1914: Die Troerinnen des Euripides
- 1919: Mittagsgöttin
- 1920: Spiegelmensch
- 1921: Bocksgesang
- 1922: Schweiger
- 1925: Juarez und Maximilian
- 1926: Paulus unter den Juden
- 1930: Das Reich Gottes in Böhmen (Tragödie eines Führers)
- 1936: Der Weg der Verheißung
- 1937: In einer Nacht
- 1944: Jacobowsky und der Oberst (Komödie einer Tragödie)

### Liryka
- 1911: Der Weltfreund
- 1913: Wir sind
- 1915: Einander – Oden, Lieder, Gestalten
- 1917: Gesänge aus den drei Reichen
- 1919: Der Gerichtstag
- 1923: Beschwörungen
- 1928: Neue Gedichte

### Publikacje pośmiertne
- 1946: Gedichte aus den Jahren 1908 bis 1945
- 1946: Stern der Ungeborenen
- 1952 (napisana 1938/39): Cella oder die Überwinder
- 1975: Zwischen Oben und Unten. Prosa – Tagebücher – Aphorismen – Literarische Nachträge

## Opracowania
- Norbert Abels: Franz Werfel. Mit Selbstzeugnissen und Bilddokumenten. 2. Aufl. Reinbek bei Hamburg: Rowohlt 1993. (= Rowohlts Monographien; 472)
- Frank Joachim Eggers: "Ich bin ein Katholik mit jüdischem Gehirn". Modernitätskritik und Religion bei Joseph Roth und Franz Werfel. Untersuchungen zu den erzählerischen Werken. Frankfurt am Main u.a.: Lang 1996. (= Beiträge zur Literatur und Literaturwissenschaft des 20. Jahrhunderts; 13)
- Lore B. Foltin: Franz Werfel. Stuttgart: Metzler 1972. (= Sammlung Metzler; 115; Abt. D)
- Volker Hartmann: Religiosität als Intertextualität. Studien zum Problem der literarischen Typologie im Werk Franz Werfels. Tübingen: Narr 1998. (= Mannheimer Beiträge zur Sprach- und Literaturwissenschaft; 40)
- Jugend in Böhmen. Franz Werfel und die tschechische Kultur - eine literarische Spurensuche. Beiträge des internationalen Symposions in Budweis (Ceské Budejovice) vom 12. bis 15. März 1998, hrsg. v. Michael Schwidtal u. Václav Bok. Wien: Ed. Praesens 2001.
- Peter Stefan Jungk: Franz Werfel. Eine Lebensgeschichte. Frankfurt am Main: Fischer 2001.
- Wolfgang Klaghofer: Mensch und Gott im Schatten. Franz Kafka und Franz Werfel - Konturen des Exodus. Bern u.a.: Lang 2000. (= Bohemia; 2)
- Hendrikje Mautner: Aus Kitsch wird Kunst. Zur Bedeutung Franz Werfels für die deutsche Verdi-Renaissance. Schliengen: Ed. Argus 2000. (= Sonus; 6)
- Wolfgang Paulsen: Franz Werfel. Sein Weg in den Roman. Tübingen u.a.: Francke 1995.
- Klaus Schuhmann: Walter Hasenclever, Kurt Pinthus und Franz Werfel im Leipziger Kurt-Wolff-Verlag (1913–1919). Ein verlags- und literaturgeschichtlicher Exkurs ins expressionistische Jahrzehnt. Leipzig: Leipziger Univ.-Verl. 2000. (= Leipzig – Geschichte und Kultur; 1)
- Erich Sporis: Franz Werfels politische Weltvorstellung. Frankfurt am Main u.a.: Lang 2000. (= Aspekte pädagogischer Innovation; 25)
- Alfons Weber: Problemkonstanz und Identität. Sozialpsychologische Studien zu Franz Werfels Biographie und Werk – unter besonderer Berücksichtigung der Exilerzählungen. Frankfurt am Main u.a.: Lang 1990. (= Studien zur deutschen Literatur des 19. und 20. Jahrhunderts; 8)
- Franz Werfel im Exil (International Franz Werfel Conference, Los Angeles, Oct. 1990), hrsg. v. Wolfgang Nehring. Bonn u.a.: Bouvier 1992. (= Studien zur Literatur der Moderne; 22)